# فريتز بامبيرغر
فريتز بامبيرغر (بالألمانية: Fritz Bamberger)‏ هو رسام ألماني، ولد في 17 أكتوبر 1814 في فورتسبورغ في ألمانيا، وتوفي في 13 أغسطس 1873 في Neuenhain ‏ في ألمانيا.